# شهرستان کلهون (فلوریدا)
شهرستان کلهون، فلوریدا (به انگلیسی: Calhoun County, Florida) یک سکونتگاه مسکونی در ایالات متحده آمریکا است که در فلوریدا واقع شده‌است.

## خصوصیات
شهرستان کلهون ۱٬۴۸۶٫۶۶ کیلومترمربع مساحت دارد.